# کوین ماهانی
کوین ماهانی (انگلیسی: Kevin Mahaney؛ زادهٔ march ۳۱, ۱۹۶۲ (۶۲ سال)) ورزشکار اهل ایالات متحده آمریکا است.
وی در مسابقات کشوری و بین‌المللی در مجموع برندهٔ ۱ مدال نقره شده‌است.